# John Kibowen
John Kemboi Kibowen (ur. 21 kwietnia 1969 w Changach w Prowincji Wielkiego Rowu) – kenijski lekkoatleta specjalizujący się w biegach długodystansowych, uczestnik letnich igrzysk olimpijskich w Atenach (2004). Sukcesy odnosił również w biegach przełajowych.

## Sukcesy sportowe
- mistrz Kenii w biegu na 1500 metrów – 1998[1]
- dwukrotny mistrz Kenii w biegach przełajowych na krótkim dystansie – 2000, 2003

| Rok  | Miasto    | Zawody                                    | Konkurencja             | Wynik                     |
| ---- | --------- | ----------------------------------------- | ----------------------- | ------------------------- |
| 1998 | Marrakesz | Mistrzostwa świata w biegach przełajowych | indywidualnie drużynowo | złoty medal               |
| 2000 | Vilamoura | Mistrzostwa świata w biegach przełajowych | indywidualnie drużynowo | złoty medal               |
| 2001 | Edmonton  | Mistrzostwa świata                        | bieg na 5000 m          | brązowy medal             |
| 2001 | Brisbane  | Igrzyska Dobrej Woli                      | bieg na 5000 m          | brązowy medal             |
| 2003 | Paryż     | Mistrzostwa świata                        | bieg na 5000 m          | 4. miejsce                |
| 2003 | Abudża    | Igrzyska afrykańskie                      | bieg na 5000 m          | brązowy medal             |
| 2003 | Lozanna   | Mistrzostwa świata w biegach przełajowych | indywidualnie drużynowo | srebrny medal złoty medal |
| 2003 | Monako    | Światowy finał IAAF                       | bieg na 3000 m          | 2. miejsce                |
| 2004 | Ateny     | Igrzyska olimpijskie                      | bieg na 5000 m          | 6. miejsce                |
| 2005 | Helsinki  | Mistrzostwa świata                        | bieg na 5000 m          | 6. miejsce                |

## Rekordy życiowe
- bieg na 800 metrów – 1:47,74 – Tønsberg 14/06/1997
- bieg na 1500 metrów – 3:30,18 – Zurych 12/08/1998
- bieg na milę – 3:47,88 – Oslo 04/07/1997
- bieg na 2000 metrów – 4:48,74 – Hechtel 01/08/1998
- bieg na 3000 metrów – 7:29,09 – Oslo 09/07/1998
- bieg na 2 mile – 8:21,34 – Londyn 03/08/2007
- bieg na 5000 metrów – 12:54,07 – Paryż 31/08/2003
- bieg na 5 kilometrów – 13:29 – Balmoral 08/05/2004
- bieg na 10 kilometrów – 27:40 – Brunssum 06/04/2003
- półmaraton – 1:02:16 – Porto 23/09/2007
- bieg maratoński – 2:11:04 – Paryż 06/04/2008